# TL37
TL.37 — артиллерийский тягач, применявшийся итальянской армией в ходе Второй мировой войны. Он был разработан и производился заводом SPA (Società Piemontese Automobili), итальянским автопроизводителем, который был дочерней компанией Fiat.

## История
Тягач TL.37 был выбран для Королевской армии Италии в 1938 году по итогам конкурса между компаниями SPA и Breda Meccanica Bresciana на создание легкого артиллерийского тягача. Он использовался во время Второй мировой войны всеми итальянскими силами и был закуплен Венгрией. После заключения перемирия в 1943 году тягач продолжал использоваться немецкими войсками. После войны TL.37 служил до 1948 года в наземных подразделениях итальянского флота.

## Конструкция
Автомобиль отличался наличием четырехколесного рулевого управления, благодаря чему радиус разворота SPA TL37 составлял менее 4.5 м. Он мог буксировать артиллерийские орудия калибрами 75 мм и 100 мм со скоростью 40 километров в час на дороге, вместе с расчётом и водителем, а также мог перевозить артиллерийские боеприпасы весом до 250 килограммов. Тягач обладал способностью подняться по 40-градусному склону.
Также на базе тягача было создано импровизированное самоходное орудие, на задней площадке которого было установлено орудие Cannone da 75/27 modello 11. TL.37 также послужил основой для универсального грузовика Fiat-SPA AS37 и двух бронированных автомобилей: Fiat-SPA S37 (Fiat-SPA Autoprotetto S37) и Fiat-SPA AS43.